# Ludwig Ladenburg
Ludwig Ladenburg (7. září 1817 Mannheim – 5. září 1877 Frankfurt nad Mohanem), byl rakouský bankéř a politik německé národnosti, v 2. polovině 19. století poslanec Říšské rady a Českého zemského sněmu.

## Biografie
Působil jako statkář a bankéř. Narodil se v Porýní, ale roku 1858 přesídlil do Vídně s manželkou Julií. Založil bankovní dům Ladenburg & Co. a zastával i funkci ředitele Rakouské národní banky. Patřil mu zámek v Pötzleinsdorfu u Vídně, kde je po něm pojmenována vyhlídka Ladenburghöhe. V letech 1872–1874 podpořil rakouskou expedici na Severní pól.
Zapojil se i do politiky. V roce 1872, když se blížily zemské volby na Český zemský sněm, zapojil se do masivních transakcí, při nichž se provídeňsky a centralisticky orientovaní statkáři (tzv. Strana ústavověrného velkostatku) zakupovali v Čechách tak, aby získali volební právo a mohli ovlivnit výsledek voleb ve velkostatkářské kurii. Ladenburg koupil statek Štěchovice za 153 000 zlatých. Sám pak byl v prvních přímých volbách roku 1873 zvolen do Říšské rady (celostátní parlament) za kurii velkostatkářskou v Čechách. Trvalé bydliště měl ve Vídni. Český tisk ho řadil mezi kandidáty Strany ústavověrného velkostatku, kteří fakticky neměli vazbu na české země. V roce 1877 se ucházel o koupi panství Wrutitz (Kropáčova Vrutice) s cukrovarem v Čechách.
Zemřel náhle v září 1877 na mrtvici.